# 康盛花園
康盛花園（英語：Hong Sing Garden）位於香港新界西貢區將軍澳北第四區寶琳北路1號，為一個私人參建居屋，毗鄰翠林邨及景明苑。康盛花園是將軍澳唯一不是建在填海地的私人參建居屋屋苑。
屋苑共有5座30至32層高的樓宇，共1,850個單位。屋苑於1989年1月入伙，為瑞安集團「設計與建造」項目之一，包辦發展、建築師及建築工程。
現時管理公司為佳定物業管理有限公司。

## 屋苑資料

### 樓宇
| 樓宇座號 | 門牌號碼    | 樓宇類型                        | 落成日期  | 每座層數 | 每層伙數 | 每座單位數目（伙） | 承建商                 | 提供升降機的廠商 |
| -------- | ----------- | ------------------------------- | --------- | -------- | -------- | ------------------ | ---------------------- | ---------------- |
| 第1座    | 寶琳北路1號 | 私人參建居屋樓宇 （十字鑽石型） | 1989年1月 | 32       | 12       | 374                | 瑞安集團「設計與建造」 | Goldstar         |
| 第2座    | 寶琳北路1號 | 私人參建居屋樓宇 （十字鑽石型） | 1989年1月 | 31       | 12       | 372                | 瑞安集團「設計與建造」 | Goldstar         |
| 第3座    | 寶琳北路1號 | 私人參建居屋樓宇 （十字鑽石型） | 1989年1月 | 31       | 12       | 372                | 瑞安集團「設計與建造」 | Goldstar         |
| 第4座    | 寶琳北路1號 | 私人參建居屋樓宇 （十字鑽石型） | 1989年1月 | 31       | 12       | 372                | 瑞安集團「設計與建造」 | Goldstar         |
| 第5座    | 寶琳北路1號 | 私人參建居屋樓宇 （十字鑽石型） | 1989年1月 | 30       | 12       | 360                | 瑞安集團「設計與建造」 | Goldstar         |

### 配套設施

#### 康樂設施
游泳池（水深0.9 - 3米）、網球場、籃球場、兒童遊樂場及乒乓球桌等。步行8至10分鐘或坐小巴1分鐘，可到達翠林邨體育館。

#### 日常生活購物
超級市場、便利店、菜肉魚檔、診所、理髮、洗衣店、藥房、五金水電舖。另有幾間茶餐廳、粉麵等食店。步行8至10分鐘或坐小巴1分鐘，可到達翠林邨商場街市、超級市場、酒樓、快餐店、百貨店、藥房等。

#### 幼兒教育
苑內有一比華利中英文幼稚園，亦有補習社及功課輔導。

#### 屋苑保養

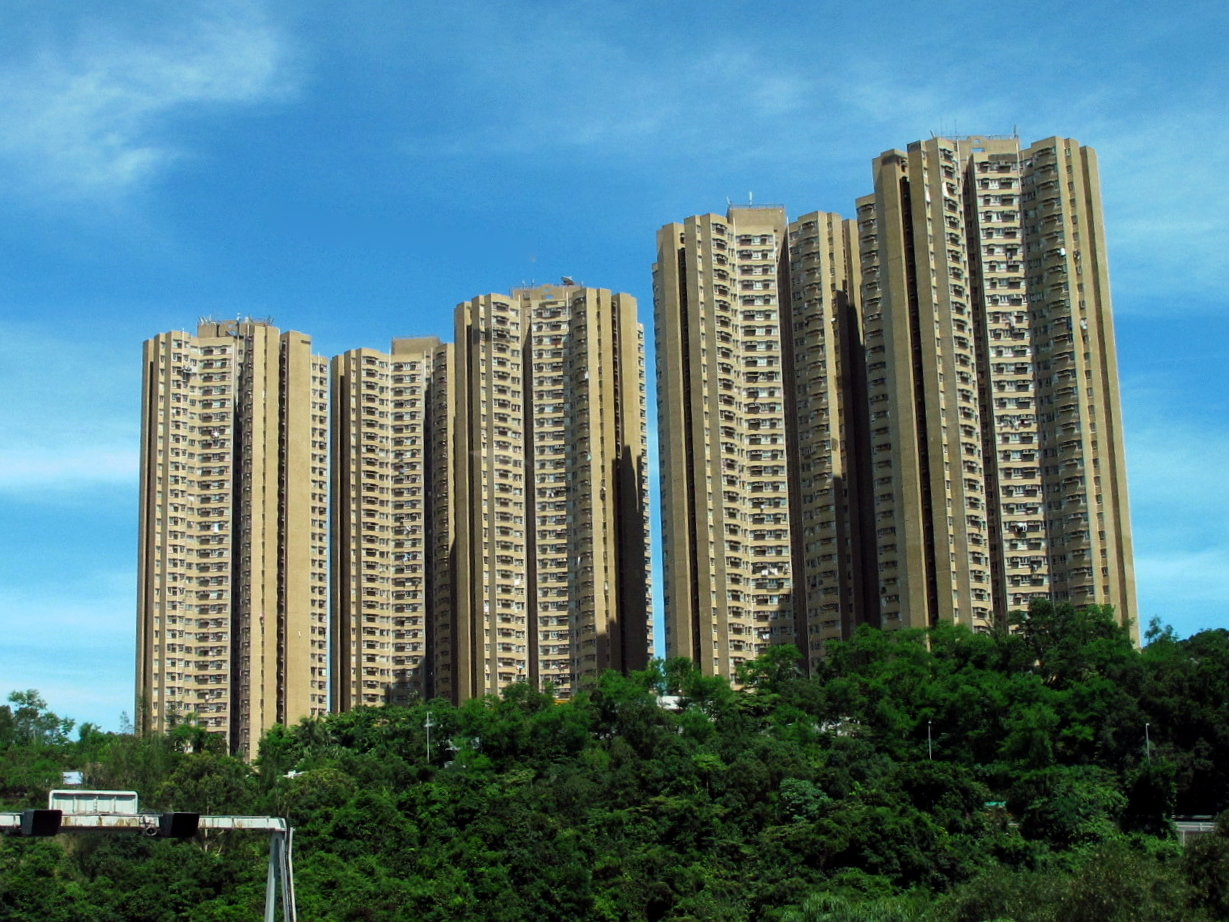
遠眺康盛花園

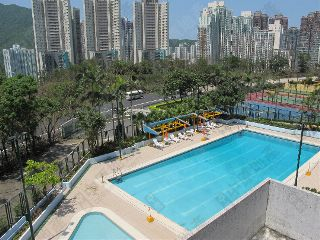
康盛花園游泳池

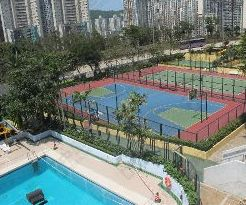
康盛花園網球場籃球場

2012年大廈外牆新加冷氣機去水喉，兼作大型保養。